# Regent (tvornica)
Regent (Regent GmbH & Co. KG) je njemačka tvornica za proizvodnju luksuznih odijela po mjeri sa sjedištem u Weißenburgu. Regent je jedina njemačka krojačka tvornica, koji još uvijek proizvodi odjela ručno i u Njemačkoj.

## Povijest
Tvrtku su 1946. u Weißenburgu osnovali Henryk Barig i Michael Aisenstadt. Na početku su se isključivo proizvodile košulje. Ubrzo nakon toga, Regent je počeo proizvoditi kvalitetna odijela zu muškarce.

## Proizvod
Regent proizvodi muška odjela za biznis, neformalne prigode i svečanosti.

## Vanjske poveznice
- Regent Tailor